# Ingvar Jónsson
Ingvar Jónsson (Keflavík, Islandia, 18 de octubre de 1989) es un futbolista islandés. Juega de portero y su equipo actual es el Vikingur Reykjavik de la Primera División de Islandia.

## Selección
| Selección             | Año           | PJ | Goles |
| --------------------- | ------------- | -- | ----- |
| Selección de Islandia | 2014-presente | 8  | 0     |

## Clubes
| Club                 | País      | Año           | PJ  | Goles |
| -------------------- | --------- | ------------- | --- | ----- |
| UMFN Njarðvík        | Islandia  | 2008-2010     | 20  | 1     |
| Stjarnan Garðabær    | Islandia  | 2011-2014     | 104 | 0     |
| IK Start             | Noruega   | 2015-2016     | 1   | 0     |
| Sandnes Ulf (cedido) | Noruega   | 2015          | 15  | 0     |
| Sandefjord           | Noruega   | 2016-2018     | 54  | 0     |
| Viborg FF            | Dinamarca | 2018-2019     | 45  | 0     |
| Víkingur Reykjavík   | Islandia  | 2020-presente |     |       |